# Premios People's Choice
Los Premios Elección del Público de E! de Estados Unidos (en inglés "E! People's Choice Awards") son Premios otorgados anualmente que reconocen lo más destacado de cada año en materia de cine, televisión, música, así como también actores y músicos, seleccionados mediante la votación del público.

## Los Premios
Fueron creados desde el año 1970 hasta el año 2017 por la productora Procter & Gamble y CBS. Desde el año 2018, son emitidos por la cadena estadounidense E! y en Latinoamérica es emitido por Universal TV, Syfy, Studio Universal, E! y Telemundo Internacional.
La elección de los ganadores se compone de dos tandas de votación. Primero se escogen a los nominados de entre una lista ya propuesta y de la que salen los cinco finalistas. En la segunda tanda de votaciones se selecciona al ganador que será anunciado en la gala de premios a principios de enero. 
Originariamente los resultados se obtenían a través de sondeos de opinión. Como estas votaciones contaban con márgenes de error relativamente altos se han producido algunos empates a lo largo de sus diversas ediciones, como ocurrió en el año 2003 cuando Spider-Man y El Señor de los Anillos: la Comunidad del Anillo ganaron el premio a la Película de cine favorita. Desde el año 2005, los ganadores son escogidos a través de una votación en línea, que permite votar tanto a socios como invitados, o a través de votos por teléfono para las categorías que así lo indiquen.
A veces, las categorías de que se componen estos Premios varían según la edición y en los últimos años se han ampliado a categorías relacionadas con los medios virtuales.

## Ediciones
| Edición | Fecha                    | Recinto                        | Ciudad                    | Anfitrión o Anfitriones                                       | Ref.  |
| ------- | ------------------------ | ------------------------------ | ------------------------- | ------------------------------------------------------------- | ----- |
| CBS.    |                          |                                |                           |                                                               |       |
| 1ª      | 3 de marzo de 1975.      |                                |                           | Army Archerd y Richard Crenna.                                | [ 1 ] |
| 2ª      | 19 de febrero de 1976.   |                                |                           | Jack Albertson.                                               | [ 2 ] |
| 3ª      | 10 de febrero de 1977.   |                                |                           | Dick Van Dyke.                                                |       |
| 4ª      | 20 de febrero de 1978.   |                                |                           | s/a                                                           |       |
| 5ª      | 7 de marzo de 1979.      |                                |                           | Army Archerd y Dick Van Dyke.                                 |       |
| 6ª      | 24 de enero de 1980.     | Hollywood Palladium.           | Hollywood, California.    | Mariette Hartley y Bert Parks.                                |       |
| 7ª      | 8 de marzo de 1981.      |                                |                           | Army Archerd y Lee Remick.                                    |       |
| 8ª      | 18 de marzo de 1982.     |                                |                           | Army Archerd y John Forsythe.                                 |       |
| 9ª      | 17 de marzo de 1983.     |                                |                           | Dick Van Dyke.                                                |       |
| 10ª     | 15 de marzo de 1984.     |                                |                           | Andy Williams.                                                |       |
| 11ª     | 12 de marzo de 1985.     |                                |                           | John Forsythe.                                                |       |
| 12ª     | 13 de marzo de 1986.     |                                |                           | John Denver.                                                  |       |
| 13ª     | 14 de marzo de 1987.     |                                |                           | Dick Van Dyke.                                                |       |
| 14ª     | 13 de marzo de 1988.     |                                |                           | Carl Reiner.                                                  |       |
| 15ª     | 23 de agosto de 1989.    |                                |                           | Michael Landon y Michele Lee.                                 |       |
| 16ª     | 11 de marzo de 1990.     | Universal Studios Hollywood.   | Hollywood, California.    | Valerie Harper, Fred Savage, Army Archerd y Barbara Mandrell. |       |
| 17ª     | 11 de marzo de 1991.     | Universal Studios Hollywood.   | Hollywood, California.    | Burt Reynolds.                                                |       |
| 18ª     | 17 de marzo de 1992.     | Universal Studios Hollywood.   | Hollywood, California.    | Kenny Rogers.                                                 |       |
| 19ª     | 17 de marzo de 1993.     | Universal Studios Hollywood.   | Hollywood, California.    | John Ritter y Jane Seymour.                                   |       |
| 20ª     | 8 de marzo de 1994.      | Universal Studios Hollywood.   | Hollywood, California.    | Paul Reiser.                                                  |       |
| 21ª     | 5 de marzo de 1995.      | Universal Studios Hollywood.   | Hollywood, California.    | Tim Daly y Annie Potts.                                       |       |
| 22ª     | 10 de marzo de 1996.     | Universal Studios Hollywood.   | Hollywood, California.    | Brett Butler.                                                 |       |
| 23ª     | 12 de enero de 1997.     | Pasadena Civic Auditorium.     | Pasadena, California.     | Don Johnson y Roma Downey.                                    |       |
| 24ª     | 11 de enero de 1998.     | Pasadena Civic Auditorium.     | Pasadena, California.     | Reba McEntire y Ray Romano.                                   |       |
| 25ª     | 13 de enero de 1999.     | Pasadena Civic Auditorium.     | Pasadena, California.     | Ray Romano.                                                   |       |
| 26ª     | 9 de enero de 2000.      | Pasadena Civic Auditorium.     | Pasadena, California.     | Don Johnson y Cheech Marin.                                   |       |
| 27ª     | 7 de enero de 2001.      | Shrine Auditorium & Expo Hall. | Los Ángeles, California.  | Kevin James.                                                  |       |
| 28ª     | 13 de enero de 2002.     | Shrine Auditorium & Expo Hall. | Los Ángeles, California.  | Kevin James.                                                  |       |
| 29ª     | 12 de enero de 2003      | Shrine Auditorium & Expo Hall. | Los Ángeles, California.  | Tony Danza.                                                   |       |
| 30ª     | 11 de enero de 2004.     | Pasadena Civic Auditorium.     | Pasadena, California.     | Charlie Sheen y Jon Cryer.                                    |       |
| 31ª     | 9 de enero de 2005.      | Pasadena Civic Auditorium.     | Pasadena, California.     | Jason Alexander y Malcolm-Jamal Warner.                       |       |
| 32ª     | 10 de enero de 2006.     | Shrine Auditorium & Expo Hall. | Los Ángeles, California.  | Craig Ferguson.                                               |       |
| 33ª     | 9 de enero de 2007.      | Shrine Auditorium & Expo Hall. | Los Ángeles, California.  | Queen Latifah.                                                |       |
| 34ª     | 8 de enero de 2008.      | Shrine Auditorium & Expo Hall. | Los Ángeles, California.  | Queen Latifah.                                                |       |
| 35ª     | 7 de enero de 2009.      | Shrine Auditorium & Expo Hall. | Los Ángeles, California.  | Queen Latifah.                                                |       |
| 36ª     | 6 de enero de 2010.      | Nokia Theatre o L.A. Live.     | Los Ángeles, California.  | Queen Latifah.                                                |       |
| 37ª     | 5 de enero de 2011.      | Nokia Theatre o L.A. Live.     | Los Ángeles, California.  | Queen Latifah.                                                |       |
| 38ª     | 11 de enero de 2012.     | Nokia Theatre o L.A. Live.     | Los Ángeles, California.  | Kaley Cuoco.                                                  |       |
| 39ª     | 9 de enero de 2013.      | Nokia Theatre o L.A. Live.     | Los Ángeles, California.  | Kaley Cuoco.                                                  |       |
| 40ª     | 8 de enero de 2014.      | Microsoft Theatre o L.A. Live. | Los Ángeles, California.  | Beth Behrs y Kat Dennings.                                    |       |
| 41ª     | 7 de enero de 2015.      | Microsoft Theatre o L.A. Live. | Los Ángeles, California.  | Anna Faris y Allison Janney.                                  |       |
| 42ª     | 6 de enero de 2016.      | Microsoft Theatre o L.A. Live. | Los Ángeles, California.  | Jane Lynch.                                                   |       |
| 43ª     | 18 de enero de 2017.     | Microsoft Theatre o L.A. Live. | Los Ángeles, California.  | Joel McHale.                                                  |       |
| E!      |                          |                                |                           |                                                               |       |
| 44ª     | 11 de noviembre de 2018. | Barker Hangar.                 | Santa Mónica, California. | s/a                                                           |       |
| 45ª     | 10 de noviembre de 2019. | Barker Hangar.                 | Santa Mónica, California. | s/a                                                           |       |
| 46ª     | 15 de noviembre de 2020. | Barker Hangar.                 | Santa Mónica, California. | Demi Lovato.                                                  |       |
| 47ª     | 7 de diciembre de 2021.  | Barker Hangar.                 | Santa Mónica, California. | Kenan Thompson.                                               |       |
| 48ª     | 6 de diciembre de 2022.  | Barker Hangar.                 | Santa Mónica, California. | Kenan Thompson.                                               |       |
| 49ª     | 18 de febrero de 2024.   | Barker Hangar.                 | Santa Mónica, California. | Simu Liu.                                                     | [ 3 ] |

## Ceremonies
| 1st  | 3 de marzo de 1975    | Army Archerd & Richard Crenna                                | 21st | 5 de marzo de 1995  | Tim Daly & Annie Potts                 | 41st | 7 de enero de 2015      | Anna Faris & Allison Janney |
| 2nd  | 19 de febrero de 1976 | Jack Albertson                                               | 22nd | 10 de marzo de 1996 | Brett Butler                           | 42nd | 6 de enero de 2016      | Jane Lynch                  |
| 3rd  | 10 de febrero de 1977 | Dick Van Dyke                                                | 23rd | 12 de enero de 1997 | Don Johnson & Roma Downey              | 43rd | 18 de enero de 2017     | Joel McHale                 |
| 4th  | 20 de febrero de 1978 |                                                              | 24th | 11 de enero de 1998 | Reba McEntire & Ray Romano             | 44th | 11 de noviembre de 2018 |                             |
| 5th  | 7 de marzo de 1979    | Army Archerd & Dick Van Dyke                                 | 25th | 13 de enero de 1999 | Ray Romano                             | 45th | 10 de noviembre de 2019 |                             |
| 6th  | 24 de enero de 1980   | Mariette Hartley & Bert Parks                                | 26th | 9 de enero de 2000  | Don Johnson & Cheech Marin             | 46th | 15 de noviembre de 2020 | Demi Lovato                 |
| 7th  | 8 de marzo de 1981    | Army Archerd & Lee Remick                                    | 27th | 7 de enero de 2001  | Kevin James                            | 47th | 7 de diciembre de 2021  | Kenan Thompson              |
| 8th  | 18 de marzo de 1982   | Army Archerd & John Forsythe                                 | 28th | 13 de enero de 2002 | Kevin James                            | 48th | 6 de diciembre de 2022  | Kenan Thompson              |
| 9th  | 17 de marzo de 1983   | Dick Van Dyke                                                | 29th | 12 de enero de 2003 | Tony Danza                             | 49th | 18 de febrero de 2024   | Simu Liu                    |
| 10th | 15 de marzo de 1984   | Andy Williams                                                | 30th | 11 de enero de 2004 | Charlie Sheen & Jon Cryer              |      |                         |                             |
| 11th | 12 de marzo de 1985   | John Forsythe                                                | 31st | 9 de enero de 2005  | Jason Alexander & Malcolm-Jamal Warner |      |                         |                             |
| 12th | 13 de marzo de 1986   | John Denver                                                  | 32nd | 10 de enero de 2006 | Craig Ferguson                         |      |                         |                             |
| 13th | 14 de marzo de 1987   | Dick Van Dyke                                                | 33rd | 9 de enero de 2007  | Queen Latifah                          |      |                         |                             |
| 14th | 13 de marzo de 1988   | Carl Reiner                                                  | 34th | 8 de enero de 2008  | Queen Latifah                          |      |                         |                             |
| 15th | 23 de agosto de 1989  | Michael Landon & Michele Lee                                 | 35th | 7 de enero de 2009  | Queen Latifah                          |      |                         |                             |
| 16th | 11 de marzo de 1990   | Valerie Harper, Fred Savage, Army Archerd & Barbara Mandrell | 36th | 6 de enero de 2010  | Queen Latifah                          |      |                         |                             |
| 17th | 11 de marzo de 1991   | Burt Reynolds                                                | 37th | 5 de enero de 2011  | Queen Latifah                          |      |                         |                             |
| 18th | 17 de marzo de 1992   | Kenny Rogers                                                 | 38th | 11 de enero de 2012 | Kaley Cuoco                            |      |                         |                             |
| 19th | 17 de marzo de 1993   | John Ritter & Jane Seymour                                   | 39th | 9 de enero de 2013  | Kaley Cuoco                            |      |                         |                             |
| 20th | 8 de marzo de 1994    | Paul Reiser                                                  | 40th | 8 de enero de 2014  | Beth Behrs & Kat Dennings              |      |                         |                             |

## Categorías
La primera ceremonia de entrega tuvo 14, las cuales con los años se fueron expandiendo hasta concurrir en el año 2016 con un total de 74 categorías.
Con el cambio de producción en el año 2018, se redujeron a:

### Categorías actuales
| Cine - Película favorita. - Película cómica favorita. - Película de acción favorita - Película dramática favorita. - Actor de cine favorito. - Actriz de cine favorita. - Actuación de acción favorita. - Actuación de comedia favorita. - Actuación dramática favorita. - Actuación del año favorita. Televisión - Serie de televisión favorita. - Comedia de televisión favorita. - Drama de televisión favorito. - Serie de ciencia ficción y fantasía favorita. - Programa de competición favorito. - Programa de entretenimiento o reality show favorito. - Actuación masculina del año. - Actuación femenina del año. - Actuación de comedia del año. - Actuación dramática del año. - Actuación favorita del año. - Estrella en un reality show del año. - Estrella en un programa de competición del año. - Presentador(es) de programa de televisión diurno favorito(s). - Presentador de programa de televisión nocturno favorito. - Presentador del año. | Música - Artista masculino favorito. - Artista femenina favorita. - Grupo favorito. - Canción del año. - Álbum del año. - Colaboración del año. - Artista revelación favorito. - Artista masculino de country favorito. - Artista femenina de country favorita. - Artista masculino latino favorito. - Artista femenina latina favorita. - Artista pop favorito. - Artista de hip-hop favorito. - Artista de R&B favorito. - Gira favorita del año. Cultura popular - La celebridad social del año. - El acto de comedia del año. - El deportista del año. Premios especiales - De honor a toda la carrera profesional en el mundo del cine. - De honor a toda la carrera profesional en el mundo de a televisión. - Ícono de la música favorito (De honor a toda la carrera profesional en el mundo de la música). |

### Categorías retiradas
Algunas de las categorías en ediciones antiguas que alguna vez se entregaron a lo largo de la historia de los Premios.
| Cine - Actor de película de acción favorito - Actriz de película de acción favorito - Mejor voz de película animada - Actor de película cómica favorito - Actriz de película cómica favorita - Actor de película dramática favorito - Actriz de película dramática favorita - Película familiar favorita. - Película de terror / thriller favorita. Música - Grupo de country favorito. Televisión - Actor de comedia favorito. - Actriz de comedia favorita. - Serie de streaming favorita. - Serie de cable premium favorita. - Actor de cable premium favorito. - Actriz de cable premium favorita. | - Actor favorito de una nueva serie - Actriz favorita de una nueva serie - Serie de dibujos animados favorita - Nuevo drama de televisión favorito - Nueva comedia de televisión favorita - Actor dramático favorito - Actriz dramática favorita - Comedia favorita de televisión por cable - Actriz favorita de televisión por cable - Serie criminal favorita. - Actor de serie criminal favorito - Actriz de serie criminal favorita - Actor de serie de ciencia ficción y fantasía favorito - Actriz de serie de ciencia ficción y fantasía favorita |

## Ediciones más recientes
- Anexo:People's Choice Awards de 2010
- Anexo:People's Choice Awards de 2011.
- Anexo:People's Choice Awards de 2012.
- Anexo:People's Choice Awards de 2013.
- Anexo:People's Choice Awards de 2014.
- Anexo:People's Choice Awards de 2015.
- Anexo:People's Choice Awards de 2016.
- Anexo:People's Choice Awards de 2017.
- Anexo:People's Choice Awards de 2018.